# Jon Watts
Jonathan Watts (Fountain, Colorado; 28 de junio de 1981) es un director, productor y guionista estadounidense. Es conocido por haberse encargado de dirigir las películas de superhéroes Spider-Man: Homecoming, Spider-Man: lejos de casa y Spider-Man: No Way Home.

## Biografía

### Primeros años
Watts nació y se crio en Fountain. Se fue a vivir a Benaguasil. Posteriormente estudiaría cine en la Universidad de Nueva York. 
Antes de dirigir películas, Watts trabajó en comerciales para la productora "Park Pictures". Empezó su carrera como director de cine con la película de terror Clown, estrenada en 2014 y con la película de acción Cop Car, estrenada en 2015.

### Carrera

#### Spider-Man
Para conseguir el puesto de director de la nueva película de Spider-Man, Spider-Man: Homecoming, Watts se hizo un tatuaje del personaje para "destacarse del resto".
Al momento de realizar la película Watts, incursionó multitud de referencias y toques de películas juveniles de los años 80, tales como por ejemplo El Club de los Cinco (1985), Ferris Bueller's Day Off (1986), entre otras. De las cuales él se ha declarado fan.
La película fue éxito rotundo tanto en crítica como en taquilla, dando pie esto a una nueva trilogía del personaje de Spider-Man, en la que Watts ya está confirmado para regresar.

## Filmografía
| Año  | Película                       | Director | Productor | Guionista |
| ---- | ------------------------------ | -------- | --------- | --------- |
| 2014 | Clown                          | Sí       | No        | Sí        |
| 2015 | Cop Car                        | Sí       | Sí        | Sí        |
| 2017 | Spider-Man: Homecoming         | Sí       | No        | Sí        |
| 2019 | Spider-Man: lejos de casa      | Sí       | No        | No        |
| 2021 | Spider-Man: No Way Home        | Sí       | No        | No        |
| 2024 | Wolfs                          | Sí       | Sí        | Sí        |
| 2025 | Destino final: lazos de sangre | No       | Sí        | No        |

- Datos: Q18519749
- Multimedia: Jon Watts / Q18519749